# St. Petrus und Paulus (Beuren)

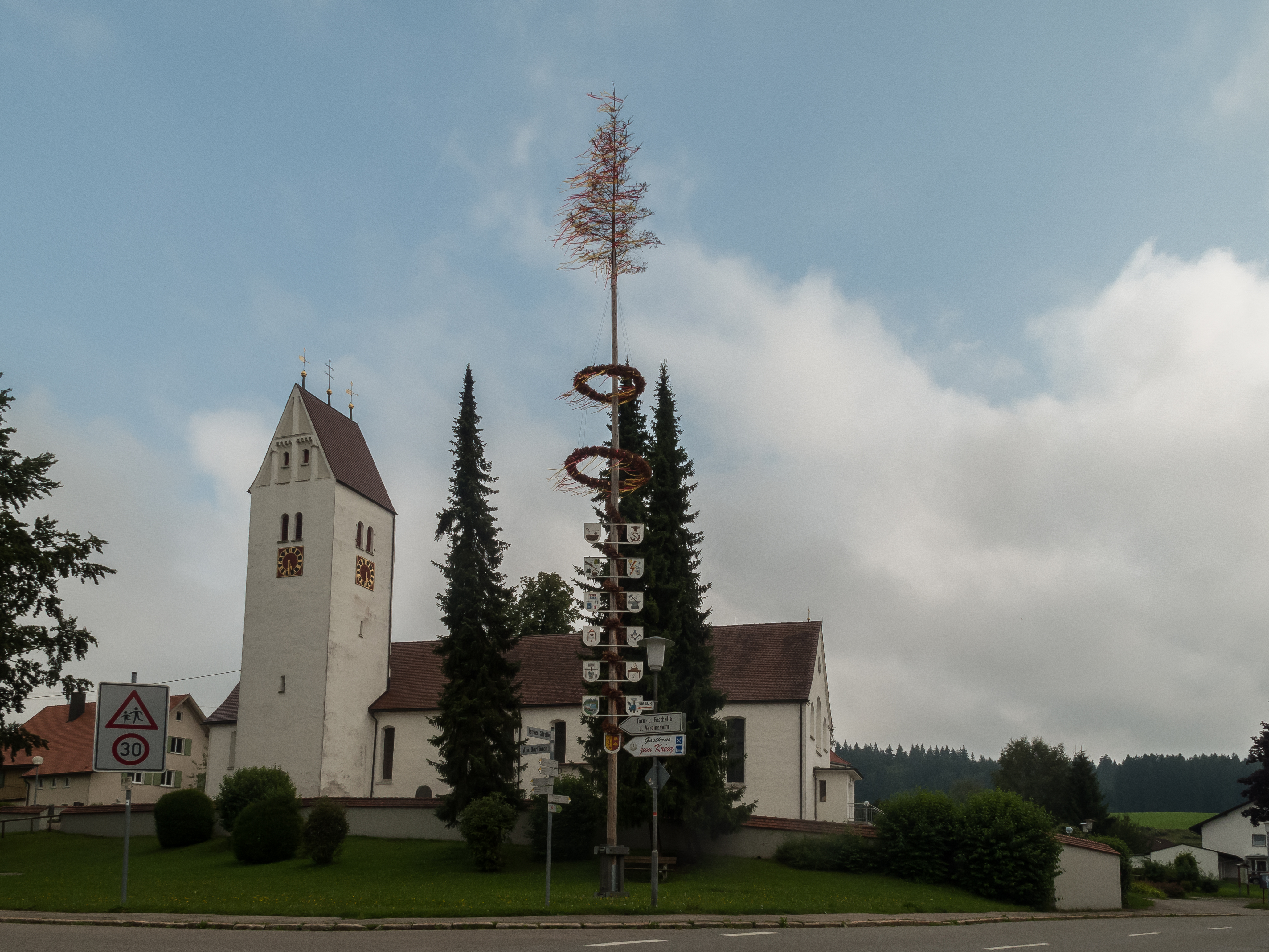
St. Peter und Paul in Beuren

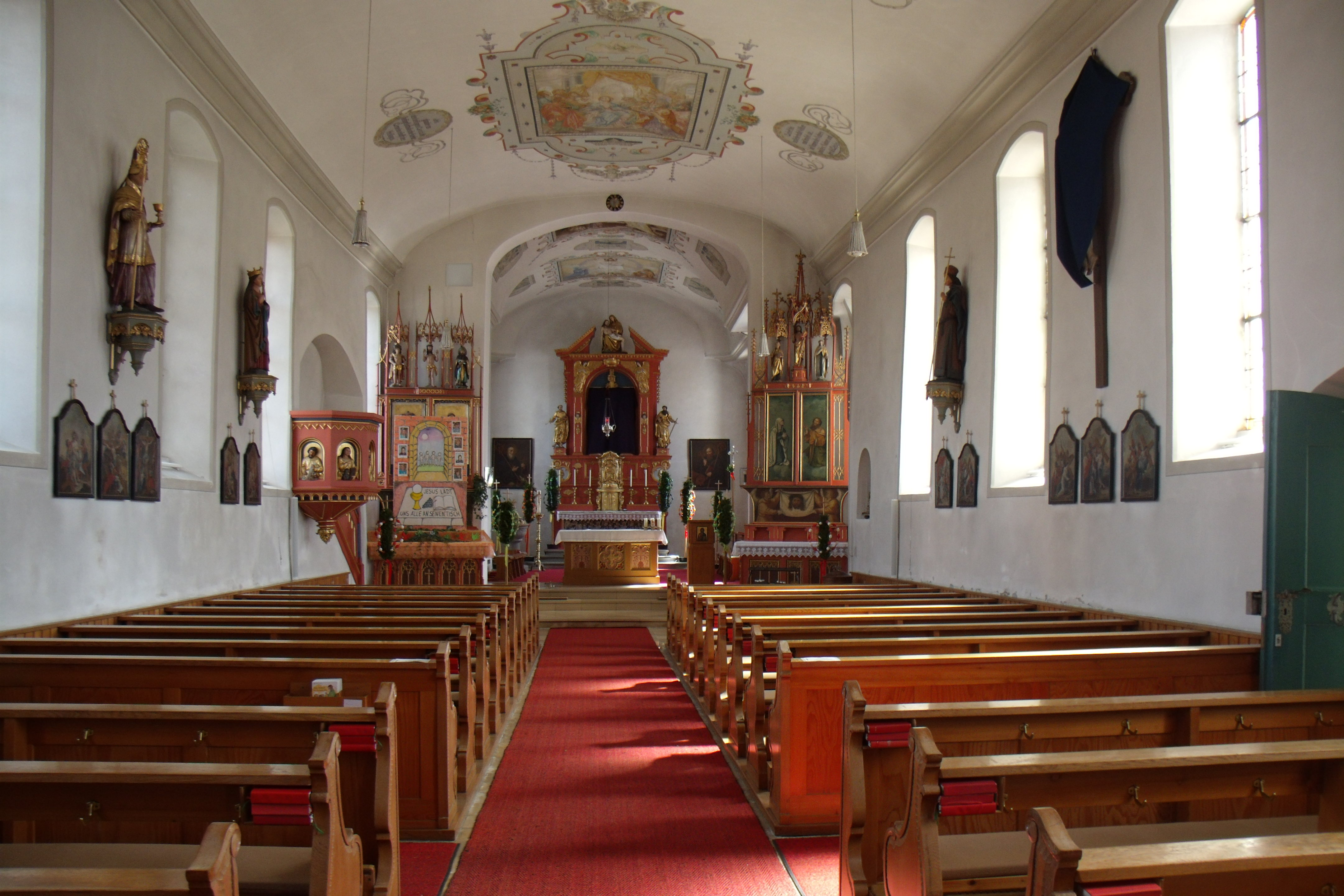
Innenansicht

Die römisch-katholische Pfarrkirche St. Petrus und Paulus steht in Beuren, einem Gemeindeteil der Stadt Isny im Allgäu im Landkreis Ravensburg von Baden-Württemberg. Sie gehört zum Dekanat Allgäu-Oberschwaben der Diözese Rottenburg-Stuttgart. Die Kirche ist als Denkmal beim Landesamt für Denkmalpflege Baden-Württemberg eingetragen.

## Beschreibung
Die Saalkirche wurde 1509 neu errichtet und später mehrfach verändert. Sie besteht aus einem Langhaus, einem gerade geschlossenen Chor im Osten unter einem gemeinsamen Satteldach und einem Kirchturm an seiner Nordwand, der quer mit einem Satteldach bedeckt ist. Die oberen Geschosse des Kirchturms beherbergen die Turmuhr und den Glockenstuhl, in dem fünf Kirchenglocken hängen. 
Zur Kirchenausstattung gehört ein um 1760 gebauter Hochaltar mit einem Tabernakel. Die Tafelbilder auf den beiden Nebenaltären hat um 1520 Hans Schäufelin geschaffen, die sich ursprünglich in Oberdorf am Ipf befanden. Die Orgel wurde 1890 von der Giengener Orgelmanufaktur Gebr. Link als Opus 160 gebaut.